# Koroška železniška proga
Koroška železniška proga je regionalna, enotirna, neelektrificirana proga, ki je bila zgrajena med letoma 1857 in 1863 ter je med seboj povezala kraje in hkrati ustvarila povezave z že obstoječimi progami znotraj takratnega Avstro-Ogrskega cesarstva. Povezala je pomembna gospodarska podjetja v Mežiški in Dravski dolini med seboj ter s svetom, kot so bile Jeklarna grofa Thurna (Ravne na Koroškem), Železarna Prevalje in Železarna Muta. Spada med prve železniške proge na Slovenskem, bila je četrta železniška proga zgrajena na tem ozemlju, pred njo so bile zgrajene le proge Gradec−Celje (1846), Južna železnica Dunaj−Trst (1857) in Zidani Most−Zagreb (1862).
Arhitekturni mojstrovini na progi predstavljata kamnita viadukta v Vuzenici in Štoparjev most na Poljani pri Prevaljah. Na progi so morali zgraditi preko 300 mostov in prepustov zaradi številnih hudournikov. Železniški promet od Maribora do Vuzenice je stekel že 12. novembra 1862, naprej po progi do Celovca pa je stekel 31. maja 1863. Prvi vlak od Maribora do Celovca, na katerem so bili ugledni gostje, je goste pripeljal iz Dunaja v Gradec in nato v Maribor, kjer so lokomotivo zamenjali za novo lepo okrašeno. V Mariboru je pred odhodom vlaka sledila svečana otvoritev, kjer so streljali z možnarji, odigrali himno, za ta dogodek je tudi bila svečano okrašena postaja in na sosednjih tirih je stalo 20 okrašenih lokomotiv Južne železnice. Vse postaje z izjemo Prevalj, kjer so tedaj v železarni odpustili 170 delavcev, so bile svečano okrašene in ljudje so vlak pozdravili z vriskanjem, ploskanjem, glasbo, streli z možnarjem, na meji med Štajersko in Koroško pri Dravogradu je stal tudi slavolok. Prvi vlak je pripeljal v Celovec ob 12. uri, kjer so ga pozdravili s topovskimi streli, blagoslovil ga je krški knezoškof Valentin Wiery in nastopil je vojaški orkester Baron Marvičić. Pomembne osebnosti na dogodku so bile trgovski minister Constantin grof Wickenburg, deželni glavar Freiherrn von Schluga, generalmajor Docteur in celovški župan Jessernigg. Svečano kosilo na postaji Celovec je zmotilo hudo neurje z debelo točo, ki je progo poškodovalo, zato se je otvoritveni vlak v Maribor vrnil v dveh delih. Že po nekaj dneh novo odprte proge so se začele pojavljati kritike o premajhnem številu potniških vagonov.
Progo od Ruš do Holmca (državna meja) ogrožajo padajoče kamenje s pobočja Pohorja, zemeljski nanosi ob izrednem deževju ter snežni plazovi pozimi, kar daje progi gorski značaj. Strma pobočja so večinoma kamnita in dosežejo naklon tudi do 60o, ponekod so tudi vertikalne stene visoke do 10 metrov, posebej to velja za odsek od Ruš do Podvelke. Kamnine nad progo niso kompaktne, ampak vanje prodirajo drevesne korenine, vendar rast večjih korenin povzroča večje pritiske na steno razpoke in v razpokah se nabira vedno več humusa kateri pa je sposoben zadrževati večje količine meteorne vode. Med najbolj ogrožene odseke proge sodijo odseki pred postajo Fala in za njo, pri Podvelki, pri Vuzenici in v Trbonjski soteski. Proga se od Maribora do Holmca dvigne za nadmorsko višino 238 m. Proga poteka 50 km od Ruš do Dravograda po dolini Drave tesno ob reki, v Dravogradu se oddalji od Drave in približno 15 km sledi toku Meže. Na Poljani zavije desno in se povzpne preko podolgovatega hribovitega hrbta Dolga Brda, kjer po strmem vzponu 14 promilov doseže nadmorsko višino 496 m (najvišja točka proge). Nato se spusti po Dravskem polju proti Dravi, ki se ji ponovno približa pri Sinči vasi (Kühnsdorfu) ter za postajo Tinje−Kamen ( Tainach−Stein) prečka Dravo in se usmeri proti Celovcu. Proga ima tri predore s skupno dolžino 667 m in pet viaduktov (Ruše, Vuhred, Vuzenica, Dravograd in Prevalje).

## Prizadevanja za gradnjo koroške proge
V drugi polovici 19. stoletja so Prevalje postale središče tovorniškega in potniškega prometa v Mežiški dolini, tukaj so pretovarjali svinec, železniške tire, jeklene palice, les, Kumrovo kislo vodo, kislo vodo iz Rimskega vrelca, jabolka itd. S tem so koroške železarne dobile povezavo z najpomembnejšimi tržišči, kot so bila Trst, Benečija, Hrvaška in Ogrska. Odprtje železnice Maribor−Celovec dolge 120 kilometrov je bila velika spodbuda za gospodarski razvoj takratnih avstrijskih dežel Koroške, spodnje Štajerske ter za kraje v Mežiški in Dravski dolini. Koroško progo je gradila Družba Južne železnice, vendar je ta dolgo zavlačevala z začetkom del, bila pa je tudi velika polemika kje progo speljati na levem ali desnem bregu Drave, ter ali naj jo speljejo v Mežiško dolino mimo Prevalj (železarna) ali v Labot in od tam v Celovec. Pretehtali so gospodarski interesi tedanje Avstrije in proga je bila speljana skozi Mežiško dolino.
Združena dvorna pisarna na Dunaju je leta 1836 dobila nalogo preučitve možnosti smeri izgradnje železnic v Avstriji, predvsem za trgovino in industrijo. Izgradnjo železniške proge Celovec−Pliberk−Prevalje−Dravograd−Maribor oziroma Beljak−Maribor so koroški deželni stanovi predlagali že leta 1843, vendar je bila zamisel zaradi težavnosti terena opuščena. Po končani izgradnji proge Maribor−Ljubljana je koroško gospodarstvo ostalo brez ustreznih prometnih povezav, zaradi česar so leta 1851 ponovno začeli z iskanjem rešitev za koroško progo. Glavna zagovornika proge sta bila Franz Rosthorn (1846−1861 poslanec v koroškem parlamentu in občinski svetnik v Celovcu, 1850 predsednik Trgovske in obrtne zbornice v Celovcu) in grof Jurij (Georg) Thurn (koroški deželni glavar, 1857−1863 predsednik družbe za izgradnjo koroških železnic).
Poslovneži v Celovcu so si prizadevali, da bi z železnico povezali Celovec z drugimi industrijskimi središči in izhodom na morje. Ni jim uspelo, da bi glavna prometnica Dunaj−Gradec−Maribor−Ljubljana−Trst vodila skozi Celovško kotlino, zaradi tega so se odločili, da nanjo priključijo koroško progo v Mariboru ali Celju. Pobudnik za ustanovitev odbora za gradnjo je bil obrtni inšpektor Jakob Železnikar (Scheliessnigg), 9. januarja 1843 je naslovil spomenico na celovški deželni zbor in cesarja, ki je govorila o pomembnosti gradnje koroške proge in vsebovala prošnjo za regulacijo reke Drave, vendar je bil 26. septembra predlog zavrnjen. Gradnji je nasprotovala skupina deželnih stanov na Kranjskem, ki je ob močni podpori gospodarskih krogov na Kranjskem zagovarjala povezavo Celovec−Ljubljana−Trst skozi predor pod Ljubeljem, zagovornik katere je bil Etbin Henrik Costa. Leta 1857 je na Koroškem nastal preplah med fužinarji, lastniki rudnikov, industrijskimi podjetniki ter meščani v Celovcu in Beljaku, ob predaji železniške proge do Trsta v promet, da bo Koroška ostala nepovezana z nastajajočo magistralo Dunaj−Trst. Problem je predstavljala rešitev umestitve trase na Koroškem, saj je bila industrija s potrebnimi rudniki nameščena v stranskih dolinah, kjer je bila na voljo cenena vodna energija, ob glavni prometni žili ob Dravi je bilo malo industrijskih obratov. Začasni deželni odbor in celovška Trgovska in obrtna zbornica sta se leta 1849 zavzemala za gradnjo koroške proge, ustanovili so komite s stani katerega je bila naslednje leto izdana spomenica za izdelavo železniškega omrežja na Koroškem. Dunajska vlada je 4. maja 1851 negativno odgovorila na njihovo zahtevo, zato so šli sami v zbiranje sredstev z razlogom, da je trgovsko ministerstvo odredilo trasiraje proge, katero so trasirali po levem bregu Drave po navodilih generalnega inšpektorja Edvarda Clemensiewieza. 10. novembra 1854 je bil s strani osrednje obrambne komisije dunajske vlade objavljen načrt novih železniških prog zgrajenih v prihodnjih 20 letih, med katerimi je bila tudi proga Maribor−Dravograd−Celovec. Glavni pobudniki akcij za traso proge so se zahvalili cesarju za to, imenovan je bil nov odbor za gradnjo, aprila 1855 se je odbor združil s komitejem pri deželnem odboru za nadaljevanje akcije pri gradnji proge. 16. septembra 1864 je bil izdan koncesijski zakon, ki je dovoljeval domačim in tujim zasebnim družbam gradnjo železniške proge, kar je tudi omogočilo gradnjo proge.
V načrtovanju gradnje železnice je komite v lastni režiji začel zbirati denar, uspelo jim je zbrati 70.000 goldinarjev katerega je velik delež prispevala prevaljska železarna. Ko je gradnjo proge končno prevzela Družba Južne železnice je bilo upanje, da bo proga hitro zgrajena, vendar se je zgodilo ravno obratno, družba je z gradnjo zavlačevala, Korošci so protestirali s čimer so jih samo še bolj razjezili in iz protesta Družba Južne železnice pri gradnji koroške proge ni uporabila železniških tirov proizvedenih v železarni Prevalje, ki je bila ena največjih proizvajalcev železniških tirov v Avstriji ampak so zgradili delavnico z livarno v Mariboru ter valjarno in martinarno za izdelavo tirnic v Andritzu pri Gradcu.

## Gradnja koroške proge
V drevoredu Ebental so 18. junija 1857 zasadili prvo lopato, dogodek je spremljala svečana otvoritev gradnje, sestavljena in uglasbena je bila priložnostna pesem, sledila je slavnostna večerja v hotelu Sandwirth s preko 100 povabljenci. Glavno gradbišče je bilo prvotno predvsem na odseku proge Dravograd−Celovec, kjer je bilo jeseni 1857 preko 3000 graditeljev. Po tem obdobju so nastopili problemi pri gradnji, saj konzorcij ni pričakoval takšnih težav pri prodaji obveznic. Za nadaljevanje gradnje se je akcijski odbor (bančni zavod Stametz et Co. na Dunaju, bančni zavod Oppenheim v Kölnu in industrialca Rosthorn) s podporo finančnega ministra barona Karla Ludwiga Freiherr von Brucka trudil pri dunajskem Kreditansaltu pridobiti zadostno posojilo. Uspelo jim je pridobiti tri milijone goldinarjev kratkoročnega kredita do konca leta 1858, hkrati pa so iskali domače delničarje, med katerimi pa ni bilo pretiranega navdušenja. Septembra 1858, ko je bila izvedena že tretjina najtežjih zemeljskih del je koroškemu železniškemu odboru pošlo posojilo, kar jih je prisililo k odstopu od koncesije ter jo skupaj z že opravljenim delom prepustiti Rothschildovi skupini, ki je prevzela obveznosti konzorcija. Finančni minister Bruck je imel velike načrte kako to železniško progo razširiti, vendar mu je samo uspelo ustanoviti novo delniško družbo z imenom Cesarsko-kraljeva privilegirana južna državna, lombardijsko-beneška in centralnoitalijanska družba (Südliche Staats, Lombardisch-Venezianische und Central-Italienische Eisenbachngesellschaft) s sedežem na Dunaju, ki je 23. septembra 1858 prevzela dejavnosti ustanovnega odbora Koroške železnice za 70.250 goldinarjev z obvezo o dokončanju železnice do leta 1864. Dokončanje proge je bilo na zahtevo deželnega zbora skrajšano za eno leto iz razloga, da je veliko dela že opravljenega. Koroško progo je novonastala družba dogradila leta 1863, družba je ob nakupu Južne železnice leta 1858 dobila zanjo koncesijo za obdobje 110 let (do leta 1968).
V tem času je Carl Ritter von Ghega (rojen Carlo Ghega) izdelal in vladi predlagal potek proge po desnem bregu Drave, njegov predlog je gradnjo podražil za tri milijone goldinarjev, glede kompenzacije za večje stroške je predlagal prevoz lesa s Pohorja. Njegov predlog je bil sprejet. Trasa med Dravogradom in Celovcem ni bila točno določena, zanjo je obstajalo več različic, ena od teh je bila po levem bregu Drave v smeri Dravograd-Labot-Lipica-Velikovec-Grabštanj, druga je bila proga Dravograd-Prevalje-Poljana-Zgornje Libuče-Sinča vas. Zaradi zahtev železarskih obratov in premogovnikov v Mežiški dolini, trgovcev in gostincev v Velikovcu in interesenti za tamkajšnje sejme ob sredah (Mittwochsmarkt) so progo speljali po trasi, ki jo poznamo danes. Kljub opravljeni tretjini zemeljskih del, skoraj dograjenim visokim stavbam in tik pred predajo gradbišča novemu koncesionarju je Družba Južne železnice leta 1859 razveljavila pogodbe z gradbenimi podjetji. Opravili so revizijo načrtov pred nadaljevanjem gradnje ter progo speljali po desnem bregu Drave, kjer pa so imeli nekaj težav z odkupom zemljišč, ker jih lastniki zaradi donosnosti prometa po cesti niso hoteli prodati. Proga je bila razdeljena na več gradbenih odsekov, kjer lahko med tehničnem osebjem investitorja in izvajalci gradbenih del zasledimo takratna zveneča imena gradbincev, kot so Alojz Prašnikar iz Kamnika, Miha Stare iz Mengša, Giacomo Ceconi iz Trsta, itd.
Kamniti viadukti na Koroški progi so bili zgrajeni leta 1861 in 1862, ob koncu dobe gradnje kamnitih premostitvenih objektov, tako so nehote postali spomeniki dobe kamnitih premostitvenih objektov. Z elegantno in harmonično obliko se lepo vključujejo v krajinsko podobo, zato jih je nekaj bilo razglašenih za tehniške spomenike (viadukt Smolnik čez Lobnico pri Rušah, viadukt v Vuzenici, Štoparjev most za Prevaljami). Lesene konstrukcije prepustov in mostov so postopno nadomeščali z jeklenimi, nekatere jeklene konstrukcije pa so vgradili že leta 1892. Stroški gradnje koroške proge na odseku Maribor-Holmec (državna meja) so bili 30.240.00 zl. kron (360.000 zl. kron/km). Gradnja te je bila zelo velik gradbeni podvig, saj se moramo zavedati, da so tedaj poznali le kramp in lopato, osnovna mehanizacija pa je bila samokolnica. Gradnja železnice je prinesla na milijone kron v deželo, ljudje so zaslužili s prodajo zemljišč za gradnjo proge, pridobili zaposlitev kot gradbeni delavci (železniška proga, kamnolomi, apnenice, opekarne), prevozniki in obrtniki stavbne obrti. Na progi pa je poleg domače delovne sile delala tudi tuja, kar pa je prineslo dobiček trgovini (prodaja trških viškov) in gostinstvu. Sočasno z izgradnjo železnice se je pospešil tudi razvoj infrastrukture in urejenost kraja, saj so ob gradnji železnice morali urediti dovozne poti, odvodnjavanje, vodotoke, oskrbeti postaje z vodo, dovozne ceste do postaj, podvoze itd.

## Kronologija koroške proge v obdobju po prvi svetovni vojni
Leta 1920 je državna meja med Avstrijo in Kraljevino SHS koroško progo razdelila na dva dela, tako so vlaki iz Maribora v Celovec nehali voziti, dosegli so le Pliberk. Po koncu prve svetovne vojne je območje ob meji med Avstrijo in Kraljevino SHS, kljub priznani mirovni pogodbi bil v dveh plebiscitnih conah, kjer so glasovali za Republiko Avstrijo ali Kraljevino SHS (10. oktobra 1920 Kraljevina SHS izgubi dobršni del Koroške). Plebiscitna komisija je v ta namen zahtevala odstranitev demarkacijske črte, kar pa je pomenilo, da je nastal nejasen položaj na Koroškem pri železniški službi. Zato so med 5. in 9. avgustom 1920 v Mariboru sklicali železniško konferenco s predstavniki Republike Avstrije, Kraljevine SHS in Južne železnice na kateri so se dogovorili o ureditvi prometne, transportne, komercialne, vozovne, carinske, poštne, brzojavne, telefonske, varnostne in zdravstvene službe na obmejnih postajah.
V začetku druge svetovne vojne je zaradi oviranja napredovanja sovražnika in mu povzročanja težav v prometu Direkcija državnih železnic v Ljubljani še pred napadom na Jugoslavijo izdala ukaz in navodila o popolni pripravljenosti za evakuacijo železničarjem z namenom spraviti čim več železničarjev in tehničnih sredstev v notranjost države. Takratno dogajanje lahko delimo v tri sklope aktivnosti, ki so bili medsebojno prepleteni, torej evakuacija osebja in inventarja, rušenje železniških objektov (vojska Kraljevine Jugoslavije) in nemški letalski napadi. Evakuacija na koroški progi ni potekala po željah. Železničarji iz postaje Maribor Studenci so se evakuirali pravočasno, pri čemer je mladi prometnik Riko Pavlin s pomočjo kretničarjev razbil del postajnih signalnih naprav. Predviden postopek evakuacije je bil v Kraljevo v Srbiji, ampak zaradi hitrega vdora Nemcev so se preusmerili proti Sarajevu in prišli do Bihača ter se po 12 dneh preko Metlike vrnili v Ljubljano od koder so si izposlovali vrnitev v Maribor. Med ostalimi postajami sta bili delno evakuirani le postaji Dravograd in Prevalje, kjer je evakuacija potekala že ob Nemškem obstreljevanju in je bil ubit praktikant za vlakovnega odpravnika Franc Uršnik. V Dravogradu sta šef postaje Stanko Roškar in prometnik Tone Skočir poškodovala precej naprav, v Prevaljah je enako storil šef postaje Hinko Fabiani. Zaradi pozne evakuacije so železničarji iz Dravograda in Prevalj uspeli ubežati le do Novega mesta. Stanko Roškar je bil s stani Nemcev po vrnitvi zaprt. Kulturbundovci so se zelo izživljali nad železničarji, ki so upoštevali evakuacijo ob njihovi vrnitvi domov, jih uporabljali za fizične delavce ter jih kasneje premestili v Avstrijo in Nemčijo. Zaradi nezmožnosti komunikacije z drugimi deli Jugoslavije (pretrgane zveze, razglasitev Neodvisne države Hrvaške v Zagrebu 10. aprila 1941) je v Sloveniji vrhovno oblast prevzel Narodni svet (Marko Natlačen), železniški odbor pa je preklical načrtovano evakuacijo, ker se ni bilo več kam umikati ter razposlal okrožnico, da prevzemajo naloge in da se naj poskrbi za reden promet, kar pa je bilo neizvedljivo zaradi okupacijske vojske. Na progi je jugoslovanska vojska za oteževanje prehoda sovražnika 7. aprila 1941 minirala jekleni most čez Mežo v Dravogradu, jekleni most v Dobrijah, delno porušila predor Dolga Brda, močno poškodovala predor Holmec ter minirala jekleni most čez Dravo v Dravogradu. Proga Dravograd-Holmec-Pliberk je bila zaradi partizanskih akcij v slabem stanju, predvsem od sredine julija do sredine septembra 1944, samo meseca septembra je bilo uničenih 12 vlakov. Angleška in ameriška letala so 17-krat napadla koroško progo v zadnjem letu vojne, potniški vlaki pa so bili med Vuhredom in Vuzenico izpostavljeni pogostemu obstreljevanju. Od 20. februarja do 3. junija 1945 je bil ukinjen potniški promet zaradi povečanja števila vojaških transportov. V času umikanja nemških čet po železnici proti Koroški so vlaki sprva vozili nemoteno, nato pa so jih začela obstreljevati letala, zaradi česar so ponoči vlake puščali na delih proge kjer jih letala niso mogla poškodovati, lokomotive pa so skrivali v falskem predoru.
Po osvoboditvi je bila proga sicer prevozna, vendar zaradi rušitve mostov s strani jugoslovanske vojske, so na teh mestih veljale hitrostne omejitve pri vožnji čez zasilne mostove, npr. 17. maja, ko je elektromotorna drezina (akumulatorska) prirejala iz Sinčene vasi je del proge pri Ravnah na Koroškem prevozila po deskah zaradi poškodovane proge. Za obnovo železniškega prometa so bile odgovorne enote 14. udarne divizije, ustanovili so tudi železniško brigado, vendar je neposredno po koncu vojne železniški promet bil izključno za vojaške namene. Med vojno so ob pomembne objekte postavljali minska polja, za takšne objekte so veljala tudi železniška poslopja in proge, tako so bila minska polja med Vuzenico in Dravogradom na obeh straneh proge, ter na delih proge med Prevaljami in Holmcem. V Dravogradu je bilo poškodovano postajno poslopje, vodna postaja, stanovanjski hiši, čuvajnica ter vagonska tehtnica, postajališče Holmec pa je bilo v celoti uničeno. Ocenjena škoda napravljena na stavbah ob koroški progi je bila ocenjena na 26.472.000 dinarjev.
Zaradi potrebe prehoda je Avstrija uredila peažni prevoz skozi Dravograd, ki je bil prekinjen 1938 leta, ter bil ponovno vzpostavljen 11. decembra 1962. Medsebojni železniški promet je bil dogovorjen preko začasnih prehodov na železniški konferenci 28. 1. – 1. 2. 1947 v Ljubljani med Državnimi železnicami FLRJ in Avstrijskimi državnimi železnicami. Dogovorjena začasna prehoda sta bila Prevalje-Pliberk odprtje predvideno za 17. februarja 1947 in Dravograd-Meža-Labot odprtje predvideno za marec 1947. V primeru prehoda Dravograd-Meža-Labot je bil prehod odprt šele 18. julija 1947, a le za tovorni promet. Vzpostavljeni peažni promet so opravljale avstrijske železnice s svojim osebjem, sredstvi in tarifami na relaciji Wolfsberg-Labot-Dravograd-Pliberk. Peažni promet skozi Dravograd je prenehal potekati po izgraditvi zveznega loka Pliberk-Sv. Pavel v Labotski dolini 10. oktobra 1964. Po izgradnji nove linije je ostal le še lokalni promet med Dravogradu in Labotsko dolino, ki pa je bil neznaten in zato so linijo popolnoma ukinili, zadnji vlak po tej liniji je peljal 29. maja 1965. Na naši stani so železniško progo do državne meje popolnoma razdrli medtem, ko so na avstrijski strani razdrli progo le med državno mejo in železniško postajo Labot, proga Labot-Sv. Pavel se je uporabljala za muzejsko dejavnost, vendar je odsek med avstrijskim Labotom in Šentpavlom tudi demontiran leta 2016. 
Železnica je v vojnih razmerah med osamosvajanjem Slovenije delovala zelo dobro. Ceste in letališča so bila blokirana, zato so vlaki prevzeli večino potniškega in tovornega prometa. Železnica je postala glavni prevoznik tako v notranjem kot v mednarodnem prometu. Železnica je prevzela pomen prevoza in varnosti potnikov, delavcev ter pošiljk in sredstev. Sočasno pa je prevzela tudi nalogo oviranja sovražnika in onemogočanja uresničevanja njegovih namenov, onemogočiti prehod tankov in enot JLA preko prog z blokiranjem križanja ceste in proge z vagoni. Na koroški progi je bilo v tem času več prekinitev prometa zaradi delovanja JLA v Dravogradu, Otiškem Vrhu, na Ravnah na Koroškem ter med Dravogradom in Vuzenico. Železnica je pripravila večjo količino tirnic za izdelavo ovir t.i. španskih jezdecev. V tem obdobju je bila škoda, ki so jo železnice utrpele ocenjena na približno pet milijonov dinarjev (prb. 385 tisoč nemških mark).
23. septembra 1995 ob 9.30 uri je po koroški progi od Maribora do Pliberka peljal muzejski vlak, ki predstavljal protestno noto Korošcev proti namenom ukinitve koroške proge, ki so prihajali predvsem iz Ljubljane. Pobuda je prišla iz pisarne takratnega župana Radelj ob Dravi Hermana Tomažiča, kateri pa so se pridružili župani vseh takratnih desetih občin Koroške. Začetek poti je bila na platoju železnice Maribor, kjer so predstavili Koroško, razdelili prospekte in biltene, ponujali koroške dobrote. Sodelovali so oktet lesna Slovenj Gradec, godba Pernice, folklorna skupina z Mute, harmonikarji z Remšnika, kantavtor Milan Kamnik, Marjan Smode in harmonikarski ansambel KUD Prežihovega Voranca. Vlak je popeljal 260 potnikov, med njimi župane in svetnike koroških občin ter pomembne javne in kulturne delavce, povabljena sta bila tudi takratni minister za promet in zveze Igor Umek in pliberški župan. Muzejski vlak je peljal iz Maribora do Pliberka, ob trasi je bilo dogajanje na železniških postajah ob progi, na prevaljski postaji je bilo zborovanje, ob vrnitvi vlaka iz Pliberka pa so potniki izstopili v Vuhredu, kjer so jih z avtobusi odpeljali na radeljski sejm. V ceno vozovnice, ki je znašala 2.000 tolarjev je bila vključena vožnja in pogostitev.
Ob 140-letnici železnice Maribor-Celovec je bila izdana ilustrirana razglednica ter poseben poštni žig s strani koroških filatelistov in Pošte Slovenije in razstava znamk z železniškimi motivi na pošti v Dravogradu. Na ilustrirani razglednici je bila podoba lokomotive, ki kot zgodovinski eksponat stoji ob dravograjski železniški postaji. Razstavo za pošto Dravograd, ki je bila v štirih vitrinah sta pripravila filatelist Marjan Merkač (žigi) in Jurij Simoniti (znamke in fotografije s koroške proge).
31. maja 2013, na dan 150. obletnice prihoda prvega vlaka iz Celovca do Maribora, so v Dravogradu organizirali slovesnost. Na Prevaljah so ob tej slovesnosti odkrili spominsko ploščo na pročelju železniške postaje in odprli Železarsko krožišče, obojega je bil arhitekt Borut Bončina. Pri Železarskem krožišču gre za zanimivo skulpturo, za predelano skulpturo inženirja Franca Gornika (nekoč stala v spominskem parku), ki je zbiral originalne izdelke iz nekdanje prevaljske železarne, med drugim je našel tirnice izdelane med letoma 1850 in 1890 in iz njih naredil skulpturo. Skulptura je bila prevelika za omenjeno krožišče, zato jo je arhitekt Borut Bončina predelal in tirnice sestavil v stilizirano vlakovno kompozicijo in tri skulpture, simbolično predstavo preteklosti, sedanjosti in prihodnosti ter jih povezal z valovnico, ki predstavlja tok časa. V avli Družbenega doma pa so pripravili filatelistično razstavo in razstavo likovnih del učencev osnovnih šol Mežiške doline. V prostorih čakalnice na železniški postaji Dravograd je železničar Zmago Kotnik zasnoval razstavo o železniški progi in o Dravogradu. V Dravogradu in Prevaljah je ob tem dogodku nastopila železniška godba na pihala iz Zidanega mosta. V Dravogradu so v cerkvi sv. Vida Koroški filatelisti razstavili tematske razglednice, žige in znamke, Tadej Brate je predaval o železnici in lokomotivah, g. Simoniti pa je predstavil dragocene makete vlakovnih kompozicij. Pred železniško postajo v Dravogradu je pod vodstvom strojevodje iz Maribora potnike na razdalji dveh ali treh metrov vozila mini parna lokomotiva kurjena s premogom. Filatelisti so prispevali k trajnemu spominu z izdelanima celovitima filatelističnima linijama 150 let železnice Prevalje (avtor Borut Bončina) in 150 let Dravske proge, izdelali so tudi posebno znamko in maksimum karto Koroške proge 1863–2013 z ilustracijo Daše Vinšek.

## Železniške navezave na koroško progo
Na progo so priključevali tudi stranske povezave, vendar vse načrtovane ali želene niso bile uresničene. Ena od takšnih je bila železniška proga Prevalje-Mežica-Črna na Koroškem-Radmirje. Prebivalce je namreč prizadela po prvi svetovni vojni nova razdelitev med Republiko Avstrijo in Kraljevino SHS, saj so sedaj morali hoditi na postajo Prevalje in nato z vlakom skozi Maribor v Ljubljano ali pa s počasnim vlakom po Mislinjski dolini in skozi Velenje v Ljubljano. Prizadevali so si to prometno zagato rešiti z železniško progo Prevalje-Mežica-Črna na Koroškem-Radomlje, ki bi se priključila na načrtovano progo Šmartno ob Paki-Gornji Grad-Kamnik. Drug takšen projekt je bila železniška povezava Vuzenica-Radlje-Ivnik (Eibiswald)-Travnik (Wies), sočasno s pogovori o gradnji proge Maribor-Travnik (Wies), proga bi vodila iz doline Drave skozi predor pod Radeljskim prelazom skozi Ivnik do Travnika. Zanimanje je bilo, ker je Ivnik bil znan po živahni železarski dejavnosti, ki jo je omogočala vodna energija, lesno bogastvo ter nahajališča železove rude in premoga.
Na koroško progo so bile nekoč vezane tudi ozkotirne proge:
- industrijska ozkotirna proga Žerjav-Prevalje (leta 1918), leta 1926 so uvedli t.i. osebni vagonček, ki je prevažal dijake v meščansko šolo na Mežico, pobirali tudi ostale potnike
- ozkotirna proga v Železarni Prevalje (zgrajena 1873)
- ozkotirna železnica v železarni na Ravnah (zgrajena po drugi svetovni vojni)
- gozdna ozkotirna železnica (gradili hitro za manj stroškov, imela velike vzpone in ozke krivine) Podvelka-Josipdol (leta 1927)
- jamske ozkotirne proge (izvažanje premoga, rude, jalovino, itd. iz rudnikov) so imeli Rudnik Mežica, premogovnik Leše in premogovnik Holmec
- ozkotirna železnica med Prevaljami in Poljano (leta 1918, leta 1921 podaljšali do Žerjava, ukinili po poplavah 13. marca 1934).[23]

## Vlaki
Prve lokomotive na progi so bile parne lokomotive, ki so jih uporabljali preko 100 let, dokler jih niso 1975 zamenjale dizelske lokomotive. Z izjemo muzejskih vlakov je zadnja parna lokomotiva motiva 25-005 po progi peljala v smeri Dravograd-Maribor 31. maja 1975. V preko 150 letih obstoja koroške proge je po njej vozilo preko 30 različnih vrst parnih lokomotiv. Parne lokomotive so postale zastarele in počasi so prevzemale delo dizel-električne lokomotive, kot potniške lokomotive pa so vključevali dizelmotornike. Dizelska vleka je od parne mnogo bolj humana, okoli 40 % cenejša, s tem pa so postale tudi odvečne vodne postaje in čistilni jarki ob progah. V tovornem prometu so parne lokomotive zamenjale dizel-električne vrste 644 in 642. Potniški promet pa tirni avtobusi GOŠA 812/818. Dizel-električnim lokomotivam ali električnim lokomotivam pogonska kolesa poganjajo vlečni elektromotorji, energijo daje električni generator, ki ga poganja dizel motor.

## Objekti na Koroški progi

### Železniška postaja Prevalje
Istočasno, kot je peljal prvi vlak iz Maribora do Celovca so izgradili tudi železniško postajo na Prevaljah, ki stoji na severnem robu naselja. Stavba je enajst-osna v neorenesančnem slogu, visoko prilična z močno členjeno fasado z osrednjim rizalitom ter dvema stolpičema, ki sta še posebej rizalitno poudarjena. Stavba je postala vzorec po katerem so gradili druge železniške postaje po Sloveniji. Nasproti postaje je stal pomožni objekt, v katerem sta bila dva 45.000 litrska rezervoarja vode, v zgornjem nadstropju poslopja pa so stanovali železniški uslužbenci. Zraven objekta je sodila tudi lopa, v kateri se je še do danes ohranila krušna peč, dimnica in bazen za pralnico. Na mestu postaje je bil prej breg, strmina, ki so jo ročno odkopali za postavitev postaje, ploščadi in tirov ter tako za vedno spremenili podobo okolice. Vodovod so speljali z Brinjeve gore z zajetjem pri Uncu. Ob prevaljski postaji je 1863 nastal tudi hostel Lahovnik, kjer so se potniki lahko odžejali in okrepčali, medtem ko so čakali vlak ali poštni avtobus, ki jih je odpeljal po dolini. Ob odprtju železniške postaje so postavili tudi vodnjak.

### Štoparjev viadukt
Štoparjev železniški viadukt (tudi Štoparjev most) je kamnit ločni viadukt dolg 150–200 m v višini 40 metrov in sloni na štirih nosilnih stebrih ter je izjemen tehnološki spomenik na Koroškem in eden najlepših železniških viaduktov v Sloveniji. Njegova posebnost je, da je grajen v ovinek, ki se rahlo vzpenja. Premošča Šentanelsko reko in občinsko cesto na Šentanel. Januarja 1857 so ustanovili delniško družbo (predsednik pliberški grof Georg Thurn Valsassina), ki je prevzela gradnjo mostu katera se je začela še istega leta in bila zaključena leta 1863. O Štoparjevem viaduktu kroži znana anekdota. Znano je, da je ob odprtju proge kraje ob progi zajelo hudo neurje, ki je progo na več delih hudo poškodovalo, ob tem se je za nekaj centimetrov ugreznil tudi Štoparjev viadukt in predenj je čez njega zapeljal prvi vlak, bi se naj gradbenik, ki ga je zasnoval vrgel iz njega v globino iz strahu, da ker se je most zaradi neurja ugreznil ne bo zdržal teže vlaka. Most stoji še danes, čeprav so nanj med drugo svetovno vojno namestili mine, vendar ga nato niso razstrelili. Legenda pravi, da ima Štoparjev viadukt čarobno moč, saj je v njegovih temeljih zakopanih na ducate trupel ljudi, ki so v izjemo težkih razmerah viadukt gradili.

### Železniška postaja Dravograd
1. junija 1863 ob odprtju proge je bila v Dravogradu le manjša železniška postaja, večjo pomembnost je dobila po letu 1879 ob odprtju proge Dravograd-Wolfsberg. Postajo so povečali po prvi svetovni vojni, ko je postala obmejna postaja, zaradi česar so jo morali povečati, saj je sedaj tukaj začela delovati obmejna policija, carina, veterinarska služba in špedicijska dejavnost. Kasneje leta 1933 so za potrebe carine tukaj celo zgradili carinarnico. Postaja Dravograd je predstavljala prometno volišče železniških povezav v koncu 19. in v 20. stoletju vse do ukinitve proge Velenje-Otiški Vrh (1969). Tukaj je bilo stičišče železniških tirov iz Maribora, Pliberka oziroma Celovca, Zeltwega in Velenja oziroma Celja. Po razpadu Avstro-Ogrske monarhije ob koncu prve svetovne vojne in razmejitvi med državama so Avstrijci izgubili neposredno tirno povezavo med Celovcem in Zeltwegom, saj je bil Dravograd na naši strani meje (Jugoslovanski). Za elegantno reševanje težave, ki je nastala za avstrijske potnike, so bili uvedeni koridorni vlaki med Pliberkom in Zeltwegom. Koridorni vlak je torej pripeljal iz avstrijske strani na slovensko stran in v Dravogradu obrnil, zapeljal v Zeltweg in potem enako nazaj. S tem vlakom so se lahko vozili le avstrijski potniki, ki pa jim na meji ni bilo potrebno pokazati potnega lista. Ti vlaki so bili, še posebej v času socializma zelo nadzorovani in zastraženi. Avstrijci so ta nenavaden način vožnje in prehajanje meje rešili v 60. letih 20. stoletja z izgradnjo novega zveznega tira, ki je neposredno povezal Pliberk in Zeltweg. V Dravogradu so se spajale tri železniške proge, danes je od teh živa le še ena t.i. Koroška proga ali obdravska proga. 26. aprila 1985 so v Dravogradu ob njegovi 800-letnici postavili muzejsko parno lokomotivo 18-005.

### Železniške postaje ob koroški progi
Ob progi so postaje lokalnega značaja torej postaje III. reda, to so pritlična postajna poslopja z izjemo Prevalj in Pliberka, ki imata enonadstropno zgradbo. Vendar vsa službena mesta ob progi še niso bile postaje, bile so tudi odjavnice, postajališča, odpravništvo, cepišče itd. Pomembnejše postaje so imele garderobo za prtljago, na koroški progi so bile leta 1956 to še postaje Ruše, Podvelka, Vuhred, Dravograd in Prevalje. Postaje Maribor Studenci, Podvelka, Prevalje, Ruše, Ruta, Vuhred, Vuzenica in Otiški Vrh so sprejemale in oddajale vagonske pošiljke, Otiški Vrh pa je imel tudi carino. Vsaka postaja je imela tri tire, od katerih je bil prvi skladiščni (klančina za nakladanje, skladišče, morebitna tehtnica za vagone in profil za kontrolo naloženih vagonov). Za križanje ali prehitevanje vlakov so uporabljali tretji tir, zaradi česar je bil daljši. Ob uvedbi motornih vlakov so na postajališčih zgradili en peron, na postajah pa dva za lažje vstopanje in izstopanje potnikov. Tirne tehtnice so bile namenjene tehtanju vagonov oziroma blaga v vagonu. Prvotno so bile utežne ter kasneje digitalne, bile so v bližini skladišča ob skladiščnem tiru, tehtanje pa je opravljal skladiščnik. Tirne tehtnice so bile leta 1945 na postajah Maribor Studenci, Ruše, Ruta, Podvelka, Vuhred, Vuzenica, Dravograd in Prevalje.
Dravograd in Prevalje sta kot obmejni postaji morali po pogodbi z Avstrijskimi zveznimi železnicami zagotoviti primerne delovne razmere in dogovorjene storitve, kot so bile prostor za zastopnika, vozovne preglednike, tranziterje, bivalne prostore za počitek, itd. Sporazum je tudi navajal, da se morajo z avstrijskimi železničarji sporazumevati v nemškem jeziku, kar je pomenilo, da so morali vodilni delavci in vlakovni odpravniki obvladati nemški jezik in avstrijske prometne predpise, zato so morali na opraviti dopolnilno usposabljanje in izpite. Postaja Dravograd je bila znana po nakladanju lesa, lesenega oglja, čresla in sadja, ter tranzitna postaja za živino. 6. avgusta 1945 je obnovila poslovanje tukaj carinarnica. Promet je upadel po letu 1965, ko so ukinili Labotsko progo, ter še bolj upadel po 1. juliju 1968 po ukinitvi proge Velenje-Dravograd, ko je ostal le še industrijski tir Dravograd-Otiški Vrh.
Vodne postaje so gradili na določenih postajah v obdobju parnih lokomotiv. Postaje so napajali z vodo iz javnega vodovoda ali z naravnim padcem, vsaka taka postaja je morala imeti še rezervni sistem oskrbe, katerega so testirali vsakih šest mesecev. Vodne postaje so obratovale več kot 100 let in v tem obdobju so jih spreminjali, obnavljali in večali. Vsaka vodna postaja je morala imeti en ali več visoko postavljenih rezervoarjev blizu proge, od katerega so vodile cevi do napajalnikov ob tirih, da so z njimi napolnili zalogovnike parnih lokomotiv. Te cevi so imele notranji premer od 100 do 200 mm. Na progi od Maribora do Holmca (državna meja) so bile vodne postaje Maribor Studenec, Podvelka, Dravograd in Prevalje.

## Železničarsko življenje
Železniške postaje so imela sprejemna poslopja, ki so imela službene prostore (pisarne, čakalnice, skladišča, sanitarije, itd.) in vsaj eno (upravno) družinsko stanovanje. Zraven so se gradile tudi personalne hiše z več družinskimi stanovanji ali enodružinske hiše v t.i. železniške kolonije. V postajnem poslopju je ponavadi stanoval šef postaje, čuvaji in zaporničarji pa so bili nastanjeni v čuvajnicah. Šefu postaje Dravograd je pripadalo 79 m2 veliko stanovanje in 420 m2 njive, na postaji Ruta 64 m2 veliko stanovanje in 100 m2 vrta, ter na postaji Vuzenica 75 m2 veliko stanovanje in 400 m2 njive. Železniška stanovanja so imela tri skupine kakovosti. V I. kategorijo so spadala stanovanja v solidno zgrajenih zgradbah s popolnim komfortom, kar je pomenilo, da so imela parket, kopalnico in sobo za posle. V II. kategorijo so spadala stanovanja v solidno zidanih zgradbah, vendar brez popolnega komforta. V III. kategorijo so spadala stanovanja v slabših stavbah in barakah.
V Avstriji je bilo pokojninsko zavarovanje železničarjev uvedeno leta 1844, nezgodno zavarovanje 1869 ter bolniška leta 1858. Železničarji Južne železnice so imeli lasten Humanitarni fond v katerega so morali vsi člani plačevati mesečni prispevek, ki je bil precej višji od drugih. Po 12-letih članstva je član pridobil pravico do pokojnine. V primeru poškodbe pri delu ter s tem nesposobnosti za delo so delavcu k letom članstva prišteli 10 let in mu odmerili pokojnino (rento). Po smrti člana so otroci in žena dobili pravico do družinske pokojnine, katero pa je to vdova izgubila ob ponovni poroki, vendar je v tem primeru dobila odpravnino v vrednoti enoletne pokojnine. Po koncu druge svetovne vojne sta bila ukinjena bolniški in pokojninski fond prometnega osebja in sta bila vključena v državni zavod ter so bile pristojnosti prenesene na Zavod za socialno zavarovanje. Železničarji so imeli vedno dobro urejeno zdravstveno in sanitarno službo, kjer ni bilo potrebe po lastni ambulanti so obiskovali pogodbene zdravnike in sicer do starosti 45 let vsaka tri leta, nato pa vsaki dve leti.
Nekoč so železničarji ob nastopu redne službe morali opravljati prisego pod katero so se morali podpisati in sicer so najprej prisegali cesarju, nato kraljem in po drugi svetovni vojni nekaj časa narodu, do ukinitve priseg. Za prisego je bila pravna podlaga 102. člen Postave za obratovanje železnic izdanega 16. novembra 1851. Ob vsaki smrti monarha ali spremembi oblasti so morali železničarji na novo priseči, ne glede da so to naredili že ob nastopu službe, tako so nekateri morali priseči najprej kralju Aleksandru, nato kralju Petru ter po koncu druge svetovne vojne narodu oz. zvestobo državi. Prisege direktorjev so bile slovesnejše medtem, ko so navadni delavci presegli kar pred svojim šefom. Do konca prve svetovne vojne so tudi ločevali službeno prisego in zaobljubo.

## Nesreče in posebni dogodki na progi
Na koroški progi je znan en primer ugrabitve vlaka, ki se je pripetil 8. februarja 1957 ob 4.36 uri zjutraj na postaji Prevalje. Parna lokomotiva 17-005 je prazna začenjala pot proti Holmcu od koder bi kot potniški vlak št. 8011 peljala proti Mariboru, pri tem jo je poskusila ugrabiti večja skupina moških z namenom, da jih odpelje preko državne mej v Avstrijo. Najprej so onesposobili sprevodnika Franca Šanteja, ki je v vagonih prižigal plinske svetilke, nato so se štirje oboroženi moški med počasnim premikanjem lokomotive proti vodni postaji povzpeli v lokomotivo. Od strojevodje Franca Lupša so zahtevali neprekinjeno vožnjo v Avstrijo in ne oviranje ugrabiteljev, strojevodji je uspelo parno ravnalo pripreti, vendar ga je eden od ugrabiteljev nato odprl na polno in vlak je začel drseti, kar je strojevodja izkoristil in ugrabiteljem svetoval naj odprejo tlačni izenačevalnik, če ne bo vodni udar lokomotivno naredil ne vozno, vendar je to povzročilo ustavitev parnega stroja, izhajajoča para pa je povzročala glasno šumenje in meglo. To je strojevodja izkoristil ter pobegnil iz lokomotive in obenem skrit v pari odprl še obe sklepni (Akerman) pipi na zračnem vodu s čimer je aktiviral zračno zavoro in ustavitev vlaka. Po strojevodjevem pobegu iz lokomotive so poskušali prisiliti v vožnjo kurjača Konrada Čuriča, ki pa je ob ustavitvi lokomotive tudi pobegnil, takrat pa je sprevodnik Peter Razdevšek v vagonu našel nabite puške ter z eno od njih stekel proti postajnemu poslopju in s strelom v zrak oznanil nevarnost. Po neuspelem poizkusu ugrabitve vlaka so ugrabitelji ušli v gozd ob postaji, med njimi so bili tudi otroci in ženske.
- 27. december 1996 ob 8.20 uri, trk med vlakom in tovornjakom Snage na nezavarovanem prehodu pri Limbušu, voznika tovornjaka je vrglo iz kabine, vlak je nato tovornjak potiskal še približno 25 metrov pred seboj.
- Cilenškova zlata poroka (10. avgust 2022) – Milan Cilenšek velik ljubitelj železnic je pripravil vožnjo muzejskega vlaka, s svojimi svati se je peljal iz Maribora v Dravograd in nazaj ob praznovanju zlate poroke.
- Na začetku 20. stoletja so v časopisu objavili priporočilo, kako naj med vožnjo z vlakom opazuješ pokrajino, svetovano je bilo , da se usedeš v nasprotni smeri vožnje vlaka in v miru uživaš v razgledu, saj pri gledanju v smeri vožnje se predmeti prehitro menjujejo, kar pa draži živce.
- 4. septembra 1998 se je med Vuzenico in Vuhredom zgodila nesreča med vlakom in čredo koz, ki mu je zaprla pot in je zahtevala sedem življenj, na srečo le kozjih.
- Izredni vlak na postaji Ruše je 26. julija 1945 ob 13.58 zapeljal na zasedeni tir in trčil v stoječa vozila, nesrečo je zakrivil vlakovni odpravnik Janez Novak in bil zaradi tega zaprt.
- Nesreča vlaka s sanmi (1. marec 1940), Jože Jamnik iz Lovrenca na Pohorju se je peljal s sanmi po zasneženi cesti, prečkal železniško progo, kjer je prišlo do trčenja, od sani je ostalo malo.
- Železnice so imele knjigo kamor so zapisovali pomembne dogodke, pred drugo svetovno vojno je bil vlak razen kmečkega voza edino prevozno sredstvo, vlaki takrat so imeli spoje tirnic ob katera so udarjala kolesa šest ali deset metrov, v vagonih pa so bile lesene klopi - zapis iz knjige Štefanija Kranjc stara 32 let je rodila 21. novembra 1938 v vagonu Ce 35586 v vlaku 9013 pri Lovrencu na Pohorju.[36]

## Koroška proga danes
Na 82,1 km dolgi železniški progi Maribor–Prevalje–Holmec (državna meja) je danes 9 železniških postaj (Maribor, Maribor Studenci, Ruše, Ruta, Podvelka, Vuhred, Vuzenica, Dravograd in Prevalje), 17 železniških postajališč (Maribor Tabor, Maribor Sokolska, Marles, Limbuš, Bistrica ob Dravi, Ruše tovarna, Fala, Ožbalt, Vuhred elektrarna, Sv. Vid, Trbonjsko jezero, Trbonje, Sveti Danijel, Podklanc, Dobrije, Ravne na Koroškem in Holmec), 42 nivojskih prehodov ter trije predori. Sistem vleke po progi je dizel. Po podatkih spletne stani slovenskih železnic na tej progi vlak med tednom pelje iz Maribora do državne meje in naprej v Avstrijo štirikrat dnevno in petkrat dnevno v smeri Holmec (državna meja)–Maribor. V času šolskega pouka (september–junij) vozi vlak enkrat dnevno v obe smeri v nedeljo in ni vlaka v soboto, poleti pa se zaradi Sobotnega kolesarskega vlaka to spremeni in ni vlaka v nedeljo, ampak vozi dvakrat dnevno v obe smeri v soboto v sklopu Sobotnega kolesarskega vlaka. V sodelovanju RRA Koroška, Direkcije RS za infrastrukturo in SŽ – Potniški promet je bil leta 2017 uveden poletni kolesarski vlak med Mariborom in Prevaljami, ki od leta 2018 vozi do Pliberka. Število prepeljanih koles se je vsako leto približno podvojilo. V letu 2020 se je v primerjavi z letom 2019 število potnikov in prepeljanih koles zmanjšalo (zaradi epidemije covida-19). Obstaja potreba, da bi med poletno turistično/kolesarsko sezono prilagojeni kolesarski vlak vozil tudi ob nedeljah in med tednom. Vendar zaradi organizacijskih in tehničnih razlogov (ročno vodenje proge, premajhno število zaposlenih, neustrezno število primernih vlakovnih kompozicij) to za zdaj ni mogoče. 
Po zbranih podatkih se je skupno število potnikov med letoma 2010 in 2019 zmanjšalo za 44 odstotkov s 86.663 v letu 2010 na 48.181 v letu 2019. Največje zmanjšanje je bilo na postaji Trbonje, na nekaterih postajah pa se je število potnikov povečalo, in sicer na postaji Prevalje za več kakor 50 odstotkov ter na postaji Holmec za 92 odstotkov. Večje število potnikov je na postajah Dravograd, Vuzenica (slabo povezana z avtobusno povezavo), Ravne na Koroškem, Prevalje in Podvelka. Zasedenost vlakov v povprečju znaša okoli devet odstotkov. Za postajo Dravograd so bili tudi najdeni podatki o številu pripeljanih vlakov za določena leta v obdobju od 20. do 70. let 20. stoletja. Leta 1925 je bilo prepeljanih 61.287 potnikov, leta 1926 se je število povečalo na 96.929, ter leta 1928 na 104.301 in leta 1965 na 159.528. Nato pa je začelo število pripeljanih potnikov upadati in sicer leta 1966 je bilo prepeljanih 130.877 potnikov ter leta 1968 le še 55.938.
V letu 2020 so bile dokončane strokovne podlage za nadgradnjo regionalnih železniških prog v Sloveniji. Za odsek Dravograd–Prevalje–državna meja je bila ocenjena investicija okoli 64 milijonov evrov. Čas potovanja na tem odseku bi se  s tem skrajšal s 27 na 21 minut. Hitrosti po nadgradnji bi lahko bile 50–120 km/h (pred tem 35–60 km/h). Pri nadgradnji regionalne železniške proge št. 34 Maribor–Prevalje–državna meja je predvidevanih več faz. Projekt je v fazi priprave investicijske in projektne dokumentacije. Znan pa je tudi že potek prve in druge faze izvedbe del. Prva faza obsega ureditev železniškega trikotnika Maribor Tezno–Maribor Studenci, nadgradnja in elektrifikacija železniške proge ter nadgradnja obstoječih postaj in postajališč na odseku Maribor–Ruše, nadgradnja obstoječih postaj in postajališč na odseku Ruše–Prevalje, ureditev nivojskih prehodov cest z železnico na celotni trasi, ureditev signalnovarnostnih in telekomunikacijskih naprav na celotni trasi. Druga faza obsega nadgradnja medpostajnih odsekov na relaciji Ruše–Prevalje. Ocenjena vrednost projekta je 183,7 mio EUR, izvedba del pa je predvidena v letih 2024-2027.

### Dravska kolesarska pot
Kolesarska pot ob reki Dravi poteka skozi 4 države (Italija, Avstrija, Slovenija, Hrvaška) in je v celoti dolga približno 710 km. Pot se začne v neposredni bližini izvira reke Drave na toblaškem polju (Toblach) v Italiji. Nato se nadaljuje po avstrijski Koroški (Kärnten), Sloveniji in na koncu Hrvaški (kjer pot še ni v celoti urejena in označena). Po Sloveniji kolesarska pot vodi od Dravograda preko Radelj ob Dravi, Maribora in Ptuja vse do Ormoža in Središča ob Dravi, kjer vstopi na Hrvaško. Dravska kolesarska pot velja za eno najlepših kolesarskih poti v Evropi, ponuja doživetje za vsakim zavojem, ima odseke za družine, primerna je za vse starosti, je zelena in varna, nudi številne razglede in foto točke, ob njej lahko raziskujete mesta in bogato kulturo, si spočijete na Drava Bike počivališčih, si razvajajte svoje brbončice z edinstveno kulinariko, prespite v udobnih in unikatnih nastanitvah ali pa se s kolesom odpravite na vlak.

### Štrekna
Štrekna je kolesarska pot, speljana po opuščeni trasi nekdanje železniške proge, ki je povezovala Velenje z Dravogradom. Ime kolesarske poti izhaja iz dejstva, da je kolesarska pot speljana po opuščeni železnici oz. t. i. »štreki«. Gre za eno infrastrukturno najbolje urejenih tovrstnih kolesarskih poti v Sloveniji s slikovito panoramo Pohorja in Uršlje gore. V celotni dolžini 24 kilometrov med Gornjim Doličem in Otiškim Vrhom je asfaltirana, enotno označena ter ločena od prometa. Ob poti so kolesarjem in uporabnikom na voljo številna postajališča z vso opremo. Z blagim in enakomernim naklonom je pot še posebej primerna za družine in starejše. V Otiškem Vrhu pot doseže 345 metrov nadmorske višine, v Mislinji pa na najvišji točki kar 590 metrov. Iz Štrekne lahko nadaljujete pot po Dravski kolesarski poti ali pa v Dravogradu prestopite na Sobotni kolesarski vlak in tako nadaljujete svoje potovanje. Trenutno je v gradnji povezava v Dravogradu, ki bo varno povezala Štrekno in Dravsko kolesarsko pot in Dravograd.

### Štrekna bus
Štrekna bus je trideset sedežni avtobus s prikolico za šestnajst koles. Vozi na relaciji med Velenjem, Gornjim Doličem, Mislinjo, Slovenj Gradcem, Otiškim vrhom, Dravogradom ter kopalnim jezerom v Labotu (Lavamünd) na avstrijski strani. V letu 2022 Štrekna bus vozi vsako soboto in nedeljo od začetka julija do konca avgusta, ter za praznike v tem obdobju. Štrekna bus je bil vzpostavljen kot pilotna aktivnost projekta TRANS-BORDERS, ki se je izvajal v okviru programa Interreg Srednja Evropa. V njem se je devet institucij iz Nemčije, Poljske, Češke, Avstrije in Slovenije osredotočalo na izboljšanje javnega potniškega prometa v robnih in obmejnih območjih srednje Evrope.

### Sobotni kolesarski vlak
Že peto leto v času šolskih počitnic po koroški progi med Mariborom in Pliberkom vozi sobotni kolesarski vlak. Vsako soboto v času šolskih počitnic od začetka julija do konca avgusta, ter za praznike v tem obdobju. Sobotni kolesarski vlak lahko kombinirate s kolesarjenjem po Dravski kolesarski poti ali s kolesarjenjem po Štrekni, kjer je na voljo tudi avtobusna povezava Štrekna bus. Poletni kolesarski vlak je rezultat dobrega sodelovanja med Slovenskimi železnicami, Direkcijo RS za infrastrukturo, RRA Koroška d. o. o. in RRA Podravje - Maribor.